# Santa Eulàlia d'Hortsavinyà
Sant Llop d'Hortsavinyà o Santa Eulàlia d'Hortsavinyà és l'església parroquial del poble d'Hortsavinyà, del municipi de Tordera (Maresme). Està documentada des de l'any 1080 (Sanctae Eulaie de Orto Saviniano) i, des de 1246, va passar a dependre del monestir de Sant Salvador de Breda. La capella original, romànica, va ser modificada i ampliada al llarg del temps. L'edifici fou reformat àmpliament l'any 1772, tot i que el campanar degué ser iniciat al segle xvi. És una obra protegida com a bé cultural d'interès local.

## Descripció
Església de façana barroca, de caràcter molt senzill, amb el campanar lateral. La seva fàbrica és de dimensions mitjanes amb capelles rectangulars afegides. Té un típic rosetó a la façana. Al costat esquerre hi ha la rectoria. Té adossat un petit cementiri. No té finestres, només unes petites obertures. Tant la porta de l'església com la del cementiri van a parar a una petita era, feta de toves, que servia com a lloc de reunió i trobada. Es troba a la banda de ponent de la Serra del Montnegre, mirant cap al mar.

## Història
La primera església, de la que no hi ha quasi restes avui dia, fou possiblement aixecada entre els segles IX o X i sota l'advocació de santa Eulàlia. L'advocació de sant Llop, patró dels aquitans, i bisbe d'Orleans, s'explica per la repoblació duta a terme per l'Emperador Carlemany que recuperarà el domini de les muntanyes del Montnegre, que estaven en poder dels sarraïns.
Segons el cantoral de donacions fetes al Monestir de Roca-Rossa, en data 6 de juny de 1162, consten les deixes de diverses terres de la parròquia de “Sanctae Eulaliae de Orsaviano”. L'any 1246 mitjançant una butlla del Papa Innocenci IV, la parròquia passa a dependre del Monestir de Sant Salvador de Breda. L'any 1320 consta l'homenatge fet per Guillem de Camós, fill del cavaller Guillem de Pinell, a favor de Pere, Bisbe de Girona, per raó de la meitat dels delmes d'aquesta parròquia. L'any 1362 passa a dependre de la Seu Gironina, com consta en el Llibre verd dels feus de la Catedral de Girona. Gravat a la llinda de la pedra de la finestra del darrere de la sagristia es troba la inscripció “1772”, que se suposa que és la data d'ampliació d'aquest local. A la portalada de ferro del cementiri annex a l'església es troba la data 1863 que pot correspondre a la seva restauració. En aquest cementiri s'hi segueixen fent enterraments en l'actualitat.
Durant la guerra civil l'església va ésser saquejada i es cremaren tots els objectes de culte, entre ells la imatge de Santa Eulàlia i es salvà la de Sant Llop en poder ser amagada pels amos del veí hostal. L'interior restaurat es troba actualment molt ben cuidat. L'església segueix essent parròquia, però sense tenir capellà assignat i està a càrrec del culte el Rector de Tordera, que hi feia fins fa anys missa cada quinze dies, però avui sols es fa per les festes senyalades, sobretot per l'Aplec de l'Erola el diumenge de la segona Pasqua.
El conjunt format per l'església, la rectoria i l'hostal resta abandonat, ja que l'hostal ha deixat de funcionar.